# Амато
Амато (італ. Amato, сиц. Amatu) — муніципалітет в Італії, у регіоні Калабрія, провінція Катандзаро.
Амато розміщене на відстані близько 480 км на південний схід від Риму, 13 км на захід від Катандзаро.
Населення — 840 осіб (2014).
Щорічний фестиваль відбувається 2 квітня. Покровитель — Франциск із Паоли (San Francesco da Paola).

## Демографія
Населення за роками:

Станом на 1 січня 2023 року в муніципалітеті офіційно проживало 48 іноземців з 8 країн, серед них 5 громадян країн Євросоюзу.

## Сусідні муніципалітети
- Марчеллінара
- Мільєрина
- П'янополі
- Серрастретта